# It's The Searchers
It's The Searchers è il terzo album in studio dei The Searchers, pubblicato nel 1964.

## Tracce
Lato A
1. It's in Her Kiss – 2:14 (Rudy Clark)
2. Glad All Over – 1:51 (Aaron Schroeder/Roy C. Bennett/Sid Tepper)
3. Sea of Heartbreak – 2:23 (Hal David/Paul Hampton)
4. Livin' Lovin' Wreck – 1:44 (Otis Blackwell)
5. Where Have You Been – 2:36 (Barry Mann/Cynthia Weil)
6. Shimmy Shimmy – 2:31 (Albert Shubert/William Massey)
7. Needles and Pins – 2:11 (Jack Nitzsche/Sonny Bono)

Durata totale: 15:30
Lato B
1. This Empty Place – 2:05 (Burt Bacharach/Hal David)
2. Gonna Send You Back to Georgia – 2:16 (Jake Hammonds/Johnnie Mae Matthews)
3. I Count the Tears – 2:01 (Doc Pomus/Mort Shuman)
4. Hi-Heel Sneakers – 2:31 (Robert Higginbotham)
5. Can't Help Forgiving You – 2:02 (Jackie DeShannon/Shari Sheeley)
6. Sho' Know a Lot About Love – 2:20 (Buddy Mize/Gary Paxton)
7. Don't Throw Your Love Away – 2:15 (Billy Jackson/Jimmy Wisner)

Durata totale: 15:30